# 艾爾斯伯里
艾爾斯伯里是英國中南部白金漢郡的郡府，根據2011年的人口普查，艾爾斯伯里有58,740位居民。

## 歷史
艾爾斯伯里這名稱是由盎格魯撒克遜語譯過來的，在1985年，曾經在鎮中發掘出約為公元前4世紀的鐵器時代堡壘。艾爾斯伯里座落在波特蘭石礦之上，礦石的大部分成份是黏土。在盎格魯撒克遜時代，艾爾斯伯里是一個主要市集，這裡是聖女奧西蒂（Osyth）的埋葬地，她的聖壇吸引了許多朝聖者前來，被挖掘出來的相信就是該時期的聖瑪利堂。在諾曼第侵略時期，諾曼第皇帝佔領艾爾斯伯里，並在1086年的末日審判書（Domesday Book）被列為皇室領土。1450年，約克郡（York）的大主教約翰·肯普（John Kemp）找到一個叫聖瑪利的宗教團體（the Guild of St Mary）。它的知名度跟聖母堂（the Guild of Our Lady）不分上下。該教會在玫瑰戰爭中有甚大的影響力。現今，仍然可在艾爾斯伯里的教堂街（Church Street）找到該教會，只不過已經被救濟院佔據了。
1529年，亨利八世宣稱艾爾斯伯里是白金漢郡的郡府，艾爾斯伯里在當時是湯馬斯·博林的領地，而湯馬斯‧博林即是皇后安妮·博林的父親。有謠傳說亨利八世這樣做是想爭取皇室的支持，在這之前，白金漢（Buckingham）才是白金漢郡的郡府。
在英國內戰時期，艾爾斯伯里是國會軍的據點，這裡鄰近大漢登 （Great Hampden），那裡是政治家約翰·漢登（John Hampden）的出生地，他的輪廓作為艾爾斯伯里谷地區議會的象徵，他的雕像聳立在市鎮中心，市徽的頂部是艾爾斯伯里鴨（the Aylesbury duck），在工業革命時期已在這裡繁殖。

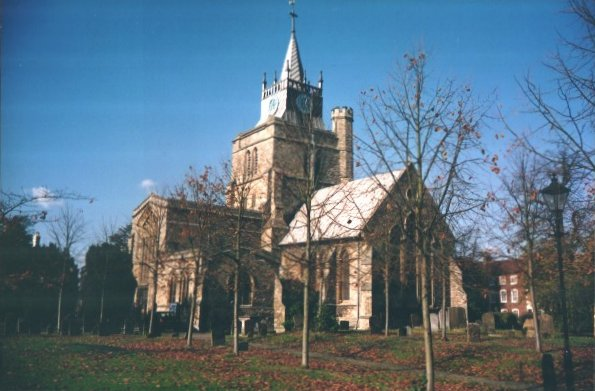
艾爾斯伯里的聖瑪利教堂

市鎮範圍內有一條名為哈特韋爾（Hartwell）的村莊，曾經是路易十八（Louis XVIII）流亡時期（1810－1814年）的居所，艾爾斯伯里在1960年代曾受到國際間的表揚，這是因為1963年火车大劫案（The Great Train Robbery）的罪犯在這裡接受艾爾斯伯里法院的裁決，劫案發生在白金漢郡的一條鐵路，距離艾爾斯伯里六英里處。而2005年7月倫敦爆炸事件的肇事者杰曼·林希（Germaine Lindsay）是牙買加人，在當時是艾爾斯伯里的居民。
艾爾斯伯里文法學校（Aylesbury Grammar School）相當著名，該校創辦在1598年。當地的國王頭酒店 （King's Head Inn）與布賴特弗藤（Bretforton）的菲利斯客棧（Fleece Inn）是少數英国國民信託依然運作的旅舍。市鎮內的女皇公園中心是英國最大的獨立美術館。
艾爾斯伯里東南的契克斯是英國首相的官方鄉間別墅。

## 現代的艾爾斯伯里
市鎮的人口比1960年時增加了約一倍，這是因為新的房屋發展，包括許多來自倫敦的房屋，都遷移到艾爾斯伯里、貝辛斯托克（Basingstoke）、班布里（Banbury）、北安普頓（Northampton）及黑弗里爾（Haverhill）等地，目的是要紓緩首都的人口壓力以及將居住在貧民窟的人遷到更適合的地方。艾爾斯伯里比其他市集有更廣闊的地方容納遷移者。
2003年至2005年間，艾爾斯伯里南部的新屋邨容納了八千人，該處位於A41及A413幹道之間，擴展自費耳福列斯村（Fairford Leys）。
在艾爾斯伯里的屋邨包括貝德哥夫（Bedgrove）、布勞頓（Broughton）、艾姆赫斯特（Elmhurst）、費耳福列斯（Fairford Leys）、麥道克勞夫特（Meadowcroft）等。
市鎮中心有許多酒吧，在星期五及星期六非常熱鬧，還有許多夜總會使艾爾斯伯里的夜生活相當精彩。1980至1990年間，該市鎮的醉酒暴力及幫會爭鬥臭名遠播。
當地報紙名為The Bucks Herald，而電台則是Mix 96。
艾爾斯伯里火車站（Aylesbury railway station）是倫敦瑪里利本（Marylebone）火車站的終點。
近來，艾爾斯伯里被許多負面報道困擾，如多宗的謀殺案、一次種族暴亂、以及造成2005年7月倫敦爆炸事件的艾爾斯伯里居民杰曼·林希（Germaine Lindsay）。

## 教育
中學：
- Aylesbury Grammar School（男校）
- Aylesbury High School（女校）
- The Grange School
- Mandeville Upper School
- Quarrendon Upper School
- Sir Henry Floyd Grammar School

特殊學校：
- Park School
- Pebble Brook School

## 行政
艾爾斯伯里市鎮議會是艾爾斯伯里的地方行政議會。2006年，該議會由二十三個議員組成，全都是英國自由民主黨黨員，只代表艾爾斯伯里的選民，至於一些新發展的市郊如費耳福列斯（Fairford Leys）等則有他們的獨立地方議會。
現正進行討論從艾爾斯伯里谷地區議會（Aylesbury Vale District Council）接管一些公眾事業。

## 商貿與工業

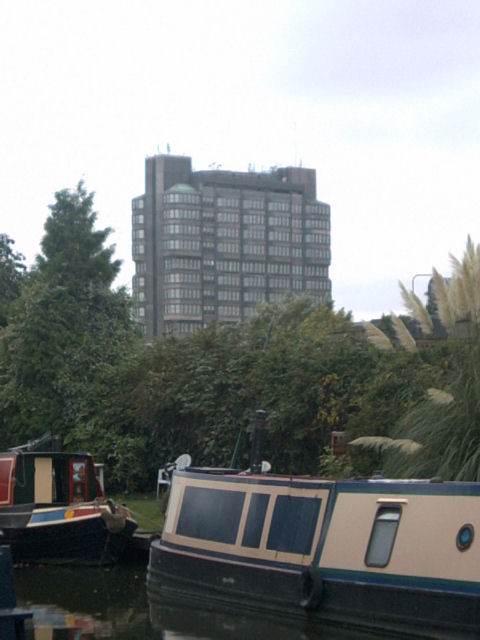
大聯盟運河

艾爾斯伯里在盎格魯撒克遜時代是個商業市集，這是因為這裡正處於一條貿易路線之上，西南連接至倫敦。1180年，這裡興建了一座監獄，這些監獄在主要城市才會出現的。
1477年，磨坊作業開始在這裡附近的地區蓬勃起來，直至近代，這已發展成相當具規模的工業。七十年代，所有磨坊已經在艾爾斯伯里關閉。而針織業在1560年在附近已成為重要生產中心。
1672年，白金漢郡的貧孩學習編織刺繡，這些由小孩及女人製造的刺繡很快便聲名大噪，至維多利亞時代，手織刺繡已被機器所取代。
1764年，歐幾理得·尼爾（Euclid Neale）在艾爾斯伯里創立他的時鐘工場，八十年代，他是其中一個全英國最優秀的時鐘製造者。
1814年，艾爾斯伯里段的大聯盟運河（Grand Union Canal）啟用，帶來了工業。
1839年，羅伯特·史蒂芬生在伯明翰與倫敦間建造的鐵路啟用，從艾爾斯伯里附近的切丁頓開出。1863年10月1日，韋甘比鐵路（Wycombe Railway）經里斯伯勒王子城（Princes Risborough）抵達艾爾斯伯里。1868年8月23日，來往艾爾斯伯里及白金漢鐵路啟用。1892年，大都會鐵路（Metropolitan Railway）可從倫敦貝克街（Baker Street）經安瑪西亞（Amersham）到達艾爾斯伯里。艾爾斯伯里則在1953年關閉，直至現今，艾爾斯伯里北部並無鐵路服務。
現有建議延伸鐵路至艾爾斯伯里西北部，更可連接布萊切利（Bletchley）及貝德福德（Bedford）。
現今，艾爾斯伯里依然是主要的商業城市及市集，還有三個工業區，使艾爾斯伯里成為其中一佪失業率最低的城市。

## 單車模範城市
2005年，艾爾斯伯里獲選為其中一個單車模範城市（Cycling Demonstration town），獲得奬金約一百萬英磅，奬金被白金漢郡議會（Buckinghamshire County Council）用作鼓勵使用單車，如提供設施予使用單車者。

## 地理
位於51°50′00″N 00°50′00″W / 51.83333°N 0.83333°W (51.8333, -0.8333)1。

## 姐妹城市
艾爾斯伯里與
- 法國布雷斯地区布尔格（Bourg-en-Bresse）

結為姐妹城市

## 景點
- 白金漢郡博物館（Buckinghamshire County Museum）
- 國王頭酒店（King's Head Inn）
- 羅爾德·達爾兒童展覽館（Roald Dahl Children's Gallery）

## 瑣事
- 電影（A Clockwork Orange）的開頭某部分於艾爾斯伯里拍攝。
- 在1970-1980時代，有一家夜總會叫Friars Club，曾經有許多項級樂隊在這裡表現，如U2樂團、大衛·鮑伊（David Bowie）、雷蒙合唱團（The Ramones）等。

## 外部連結
- Aylesbury Town Council （页面存档备份，存于）
- Aylesbury Vale District Council （页面存档备份，存于）
- Buckinghamshire County Council （页面存档备份，存于）
- Information about Aylesbury schools entrance exams
- St Mary's Church Aylesbury
- The Bucks Herald （页面存档备份，存于）
- Aylesbury links in wiki format （页面存档备份，存于）